# HD146998
HD146998 — хімічно пекулярна зоря спектрального класу A6, що має видиму зоряну величину в смузі V приблизно  9,5.
Вона  розташована на відстані близько 741,3 світлових років від Сонця.

## Пекулярний хімічний склад
Зоряна атмосфера HD146998 має підвищений вміст 
Cr
.